# Газова турбина
Газовата турбина е топлинен двигател, вид турбина, която преобразува топлинната енергия на газовете в механична работа. Работни вещества са нагрети газове или нагрети изгорели газове, получаващи се в други машини и привеждани до газовите турбини. Газовете при преминаването си предават своята кинетична енергия на лопатките на турбините. Тези турбини намират широко приложение в системите за едновременно производство на топлинна и електрическа енергия. Варират в широк диапазон от мощности, от няколко киловата до над 300 MW.

## Разделение на газовите турбини
Според начина на привеждане на работните газове турбините се делят на:
- изобарни или с постоянно налягане, в случая когато газът влиза в турбината с приблизително константно налягане. Опростен теоретичен модел на такава турбина е Ериксон-Брауновия цикъл.
- изохронни или равнообемни (още импулсни), когато работният газ влиза в турбината на порции. Опростен теоретичен модел на такава турбина е Хумпрейовия цикъл.

## Конструкция
Според посоката на придвижване на газа в турбините те се делят на:
- аксиални – газовете се движат приблизително успоредно с оста на въртене на турбината
- радиални – газовете се движат перпендикулярно на оста на въртене на турбината

При свързването на повече турбини една след друга се получава многостепенна турбина. Всяка степен има различни по размер и ъгъл лопатки, защото преминаващият газ има различни параметри след преминаването си през предходните лопатки. По посока на по-високите степени налягането и температурата на газа спадат пропорционално на извършената механична работа.